# Svolder (företag)
Svolder Aktiebolag  är ett svenskt börsnoterat investmentbolag. Större innehav 2022 var New Wave Group (12,1%), Nordic Waterproofing (11,1%), Garo (10,9%), Troax (10,9%), Xano Industri (7,7%), FM Mattsson Mora (7,6%) och Elanders (7,4%).
Bolaget grundades 1993 av Alfred Berg, AMF Pension, Banco Fonder, Investment AB Bure och 1 700 privata aktieägare.
Svolder har sitt säte i Stockholm. I augusti 2025 hade bolaget 6 anställda.